# Góry Brooksa
Góry Brooksa (ang. Brooks Range) – pasmo górskie stanowiące najbardziej na północ wysuniętą część Kordylierów. Ciągną się na Alasce od granicy kanadyjskiej na wschodzie do wybrzeża Morza Czukockiego na zachodzie. Od wybrzeża Oceanu Arktycznego oddziela je Arktyczna Nizina Nadbrzeżna.
Ich długość wynosi ok. 1000 km. Najwyższym szczytem jest Mount Isto (2736 m n.p.m.). Do 2015 roku za najwyższy szczyt uważany był Mount Chamberlin (2713 m n.p.m.).
Góry Brooksa obfitują w złoża złota, srebra, miedzi, cynku, ołowiu, wanadu, wolframu, baru, antymonu i metali rzadkich. Od 1987 r. w zachodnim paśmie Gór De Longa działa największa na świecie kopalnia cynku – Red Dog Mine.

## Krajobraz
Obszar Gór Brooksa tworzy tundra, roślinność wysokogórska i lasotundra.

## Ludność
Obszar gór jest praktycznie niezamieszkany, przy zboczach osiedlają się ludy indiańskie i Eskimosi. 

## Klimat
Strefa klimatyczna: okołobiegunowa i umiarkowana.
Klimat: chłodny kontynentalny do podbiegunowego.

## Najwyższe szczyty
Lista 10 najwyższych szczytów Gór Brooksa:
1. Mount Isto (2736 m n.p.m.)
2. Mount Hubley (2718 m n.p.m.)
3. Mount Chamberlin (2713 m n.p.m.)
4. Mount Michelson (2699 m n.p.m.)
5. Mount Okpilak (2695 m n.p.m.)
6. Mount Ahab (2670 m n.p.m.)
7. Wolverine Crags (2665 m n.p.m.)
8. Mount Arey (2656 m n.p.m.)
9. Contact Peak (2646 m n.p.m.)
10. Spectre Peak (2629 m n.p.m.)

## Podział
Góry Brooksa dzielą się na następujące pasma (w nawiasie najwyższy szczyt):
- Eastern Brooks Range (Mount Isto, 2736 m n.p.m.)
- Schwatka Mountains (Mount Igikpak, 2523 m n.p.m.)
- Philip Smith Mountains (Accomplishment Peak, 2452 m n.p.m.)
- Endicott Mountains (Mount Kiev, 2370 m n.p.m.)
- Colville Area (Peak 2220, ponad 2220 m n.p.m.)
- De Long Mountains (Black Mountain, 1530 m n.p.m.)
- Baird Mountains (Mount Angayukaqsraq, ponad 1433 m n.p.m.)